# ルスキニア (小惑星)
ルスキニア (713 Luscinia) は小惑星帯にある小惑星。ヨーゼフ・ヘルフリッヒがハイデルベルクのケーニッヒシュトゥール天文台で発見した。
ラテン語でサヨナキドリを表す「ルスキニア」から名付けられた。